# Донелсвил (Охајо)
Донелсвил (енгл. Donnelsville) град је у америчкој савезној држави Охајо.

## Демографија
По попису из 2010. године број становника је 304, што је 11 (3,8%) становника више него 2000. године.
| Група             | 2000.       | 2010.       |
| Белци             | 282 (96,2%) | 300 (98,7%) |
| Афроамериканци    | 1 (0,3%)    | 0 (0,0%)    |
| Азијати           | 0 (0,0%)    | 1 (0,3%)    |
| Хиспаноамериканци | 7 (2,4%)    | 1 (0,3%)    |
| Укупно            | 293         | 304         |